# Savages (álbum de Theory of a Deadman)
Savages es el nombre del quinto álbum de la banda de rock canadiense Theory of a Deadman. Salió a la venta el 29 de julio de 2014.

## Información
Para este álbum, la banda regresó al estilo de su primer álbum, con varios temas pesados, como Drown, Savages, Salt In The Wound y Panic Room. Sin embargo, mantuvieron el estilo de los demás álbumes en canciones como Angel, The One y Livin' My Life Like A Country Song. Para la canción que le da el nombre al disco fue invitado Alice Cooper.

## Lista de canciones
| N.º | Título                                                      | Duración |  |
| 1.  | «Drown»                                                     | 3:41     |  |
| 2.  | «Blow»                                                      | 3:35     |  |
| 3.  | «Savages» (con Alice Cooper)                                | 3:33     |  |
| 4.  | «Misery Of Mankind»                                         | 3:23     |  |
| 5.  | «Salt In The Wound»                                         | 3:38     |  |
| 6.  | «Angel»                                                     | 3:22     |  |
| 7.  | «Heavy»                                                     | 3:02     |  |
| 8.  | «Panic Room»                                                | 3:14     |  |
| 9.  | «The One»                                                   | 3:58     |  |
| 10. | «Livin' My Life Like A Country Song» (feat. Joe Don Rooney) | 3:20     |  |
| 11. | «World War Me»                                              | 3:14     |  |
| 12. | «In Ruins»                                                  | 3:19     |  |
| 13. | «The Sun Has Set On Me»                                     | 5:20     |  |

## Personal
- Tyler Connolly - Voz y guitarra
- Dave Brenner - Guitarra rítmica y voces de fondo
- Dean Back - Bajo y voces de fondo
- Joey Dandeneau - Batería

- Alice Cooper - Voz invitada en "Savages"
- Joe Don Rooney - Guitarra adicional en "Livin' My Life Like A Country Song".

- Datos: Q17478862